# WRESTLE PRINCESS 5
『WRESTLE PRINCESS V』（レッスルプリンセス・ファイブ）は、日本の女子プロレス団体東京女子プロレスが幕張メッセ・国際展示場展示ホール6で行った興行。

## 概要
東京女子プロレス初の幕張メッセでの単独興行。2021年の『WRESTLE PRINCESS II』から3年連続で秋のビッグマッチは10月9日に開催されてきたが、今大会は初の9月開催となった。大会の模様は動画配信サイトWRESTLE UNIVERSEで生中継され、谷真理佳と中西智代梨がゲスト解説をつとめた。
大会では、全部で10試合が行われた。第5試合のアジャコング&マックス・ジ・インペイラー&原宿ぽむ組と辰巳リカ&愛野ユキ&鈴木志乃組のタッグマッチには、11月30日でSKE48を卒業することを発表していた青木詩織がスペシャルレフェリーとして試合に参加。第7試合には4月までWWEに在籍していたザイア・ジャオが日本初登場、瑞希とのタッグで上福ゆき&VENY組に勝利し、試合後に上福が保持していたクイーン・オブ・アジア王座とVPW認定女子王座への挑戦を表明した。
第8試合のインターナショナル・プリンセス王座戦では荒井優希が宮本もかから勝利して5度目の防衛に成功、防衛回数の記録を塗り替えた。セミファイナルのプリンセスタッグ選手権試合では、121000000（山下実優&伊藤麻希）がでいじーもんきー（鈴芽&遠藤有栖）を破って1年半ぶりに王座に返り咲いた。メインイベントのプリンセス・オブ・プリンセス選手権試合は、王者の渡辺未詩が東京プリンセスカップ優勝者の水波綾の挑戦を退けた。

## 試合
| オープニングマッチ 15分一本勝負 シングルマッチ                                     |                                                      |                                                      |
| ●大久保琉那                                                                        | 6分25秒 フィッシャーマンズ・スープレックス・ホールド | 風城ハル〇                                           |
| 第二試合 20分一本勝負 6人タッグマッチ                                              |                                                      |                                                      |
| 長谷川美子 〇鳥喰かや HIMAWARI                                                     | 10分13秒 旋闘鳥流→片エビ固め                         | キラ・サマー 七瀬千花● 高見汐珠                      |
| 第三試合 20分一本勝負 タッグマッチ                                                 |                                                      |                                                      |
| 関口翔 〇桐生真弥                                                                  | 9分41秒 スパイン・バスター→片エビ固め                | 上原わかな 凍雅●                                     |
| 第四試合 15分一本勝負 シングルマッチ                                               |                                                      |                                                      |
| 〇ラム会長                                                                         | 7分1秒 体固め                                        | らく●                                                |
| 第五試合 20分一本勝負 6人タッグマッチ                                              |                                                      |                                                      |
| 〇アジャコング マックス・ジ・インペイラー 原宿ぽむ                                 | 14分55秒 バックドロップ→片エビ固め                   | 辰巳リカ 愛野ユキ 鈴木志乃●                          |
| スペシャルレフェリー：青木詩織（SKE48）                                            |                                                      |                                                      |
| 第六試合 20分一本勝負 スペシャルシングルマッチ                                     |                                                      |                                                      |
| 〇さくらえみ                                                                       | 13分47秒 クイーンズ・ギャンビット→エビ固め           | 中島翔子●                                            |
| 第七試合 20分一本勝負 タッグマッチ                                                 |                                                      |                                                      |
| 〇ザイア・ジャオ 瑞希                                                              | 12分50秒 サンダーストライク→片エビ固め               | 上福ゆき● VENY                                       |
| 第八試合 30分一本勝負 インターナショナル・プリンセス選手権試合                     |                                                      |                                                      |
| 〇荒井優希 （第12代王者）                                                          | 15分33秒 Finally→片エビ固め                          | 宮本もか● （挑戦者）                                 |
| 第12代王者が5度目の防衛に成功。                                                    |                                                      |                                                      |
| セミファイナル 30分一本勝負 プリンセスタッグ選手権試合                             |                                                      |                                                      |
| 鈴芽 ●遠藤有栖 （第16代王者組・でいじーもんきー）                                  | 23分22秒 クラッシュ・ラビットヒート→体固め           | 山下実優〇 伊藤麻希 （挑戦者組・121000000）          |
| 第16代王者組・でいじーもんきーが3度目の防衛に失敗、121000000が第17代王者組となる。 |                                                      |                                                      |
| メインイベント 30分一本勝負 プリンセス・オブ・プリンセス選手権試合                 |                                                      |                                                      |
| 〇渡辺未詩 （第14代王者）                                                          | 21分19秒 ティアドロップ→体固め                       | 水波綾● （挑戦者・第11回東京プリンセスカップ優勝者） |
| 第14代王者が4度目の防衛に成功。                                                    |                                                      |                                                      |